# Concordia Theological Seminary
Concordia Theological Seminary är ett teologiskt seminarium i Fort Wayne, Indiana, USA, knutet till Lutheran Church - Missouri Synod (Missourisynoden). Det grundades 1846 och var 1875-1876 beläget i Springfield, Illinois. Seminariet företräder en konservativ, konfessionell lutherdom, och anses informellt vara mer konservativt än Concordia Seminary, som också det drivs av Missourisynoden.